# San Alberto (Paraguay)
San Alberto è un centro abitato del Paraguay, nel Dipartimento dell'Alto Paraná. Forma uno dei 20 distretti del dipartimento.

## Popolazione
Al censimento del 2002 San Alberto contava una popolazione urbana di 4.221 abitanti (11.523 nel distretto).